# Двойная жизнь (фильм, 2018)
«Двойная жизнь» (фр. Doubles vies) — художественный фильм-комедия французского режиссёра Оливье Ассаяса 2018 года. Картина была отобрана для показа в основной секции 75-го Венецианского кинофестиваля (2018 год).

## Сюжет
Ален, успешный парижский издатель, изо всех сил пытающийся приспособиться к цифровой революции, испытывает серьёзные сомнения по поводу новой рукописи Леонара, одного из его давних авторов. Селена, жена Алена, известная актриса, придерживается противоположного мнения.

## В ролях
| Актёр            | Роль                      |
| ---------------- | ------------------------- |
| Гийом Кане       | Ален Даниельсон, издатель |
| Жюльет Бинош     | Селена, актриса           |
| Венсан Макен     | Леонард Шпигель           |
| Криста Тере      | Лаура                     |
| Нора Хамзави     | Валери                    |
| Паскаль Греггори | Марк-Антуан               |
| Антуан Рейнартц  | Блейз                     |

## Оценка
Фильм был принят критиками преимущественно положительно. Так, по данным агрегатора Rotten Tomatoes, «Двойная жизнь» получила 87 % положительных отзывов на основе 147 рецензий с заключением «Well-acted and sharply written, Non-Fiction finds writer-director Olivier Assayas working in a comedic vein that channels classic forebears while remaining utterly fresh». По данным Metacritic, средняя оценка на основе 29 рецензии составляет 78/100.
Фильм был номинирован на главный приз Венецианского кинофестиваля 2018 года — Золотого льва.